# Свети Безсребреници (Ново Крушево)
„Свети Безсребреници Козма и Дамян“ (на гръцки: Αγίων Αναργύρων) е православна църква в сярското село Ново Крушево (Неа Кердилия), Гърция, енорийски храм на Сярската и Нигритска епархия.
Църквата е построена първоначално в 1951 година. При земетресението от 1978 година сградата претърпява значителни щети и затова е съборена и на нейно място е издигнат нов храм. В 2004 година църквата е осветена от митрополит Теолог Серски и Нигритски.
Към енорията принадлежат и храмовете „Свети Георги и Свети Рафаил“ и „Свети Безсребреници“ в Долно Крушево, „Св. св. Теодор Тирон и Теодор Стратилат“ в Горно Крушево и „Света Параскева“.